# Drapeau de la Savoie
Le drapeau de la Savoie  est de facto le drapeau et le pavillon de la Savoie. Il se compose d'une croix blanche sur un fond rouge.

## Description
Le drapeau de la Savoie est composé d'une croix blanche sur fond rouge, appelée parfois Croix de Savoie. Néanmoins, les proportions du drapeau, de la croix ou encore les couleurs précises utilisées ne sont pas réglementées ; le drapeau savoyard n'ayant aucun aspect officiel, il peut donc être fabriqué de plusieurs façons différentes.
Voici par exemple différents modèles de drapeau savoyard :

Version à croix large.
Version à croix fine.
Version avec un rouge plus sombre.

## Histoire

### Armes des Humbertiens
Le premier blason des Humbertiens, à l'origine de la maison de Savoie, était d'or à l'aigle de sable. Il s'agit de la « bannière traditionnelle de l'Empereur », que l'on retrouve meublant le blason de Maurienne,.

### Croix de Savoie
Le drapeau de la Savoie reprend les armes des comtes et ducs de Savoie : de gueules à la croix d'argent, dite aussi croix de Savoie.
L'origine de cette croix de Savoie est incertaine et varie selon les sources. Toutefois, le premier usage attesté par les comtes de Maurienne, devenus comtes de Savoie, remonte à un pennon d'un sceau sur une charte datant de 1143, du comte Amédée III,. Ce sceau est conservé à l'abbaye territoriale de Saint-Maurice d'Agaune. Toutefois son usage n'est pas constant et est alterné avec l'aigle, selon la politique guelfe ou gibeline des comtes. Jean Cabaret d'Orville, chroniqueur du XVe siècle, la faisait remonter à la participation à la seconde croisade du comte Amédée III. Toutefois, cet engagement remonte à 1147, soit quelques années après le sceau.
Le comte Amédée V l'adopte au XIVe siècle et son usage devient définitif. La décision serait prise après la victoire, en 1315, d'Amédée V, venu en aide des chevaliers de Saint Jean contre les Ottomans à Rhodes. 
Ce blason est ainsi devenu l’emblème principal de la maison de Savoie.